# Station Halifax
Halifax is een spoorwegstation van National Rail in Halifax, Calderdale in Engeland. Het station is eigendom van Network Rail en wordt beheerd door Northern Rail. Het station is geopend in 1844.

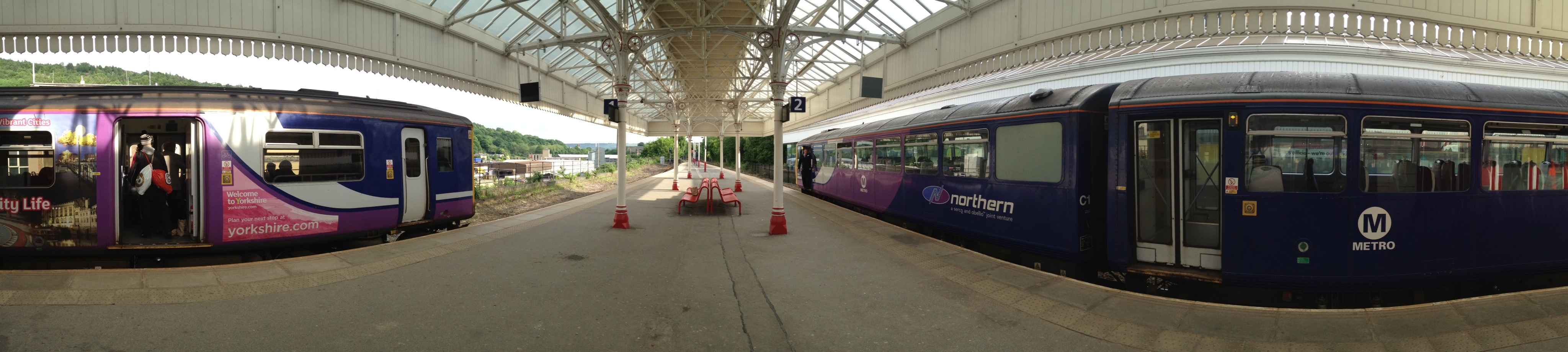
Perrons
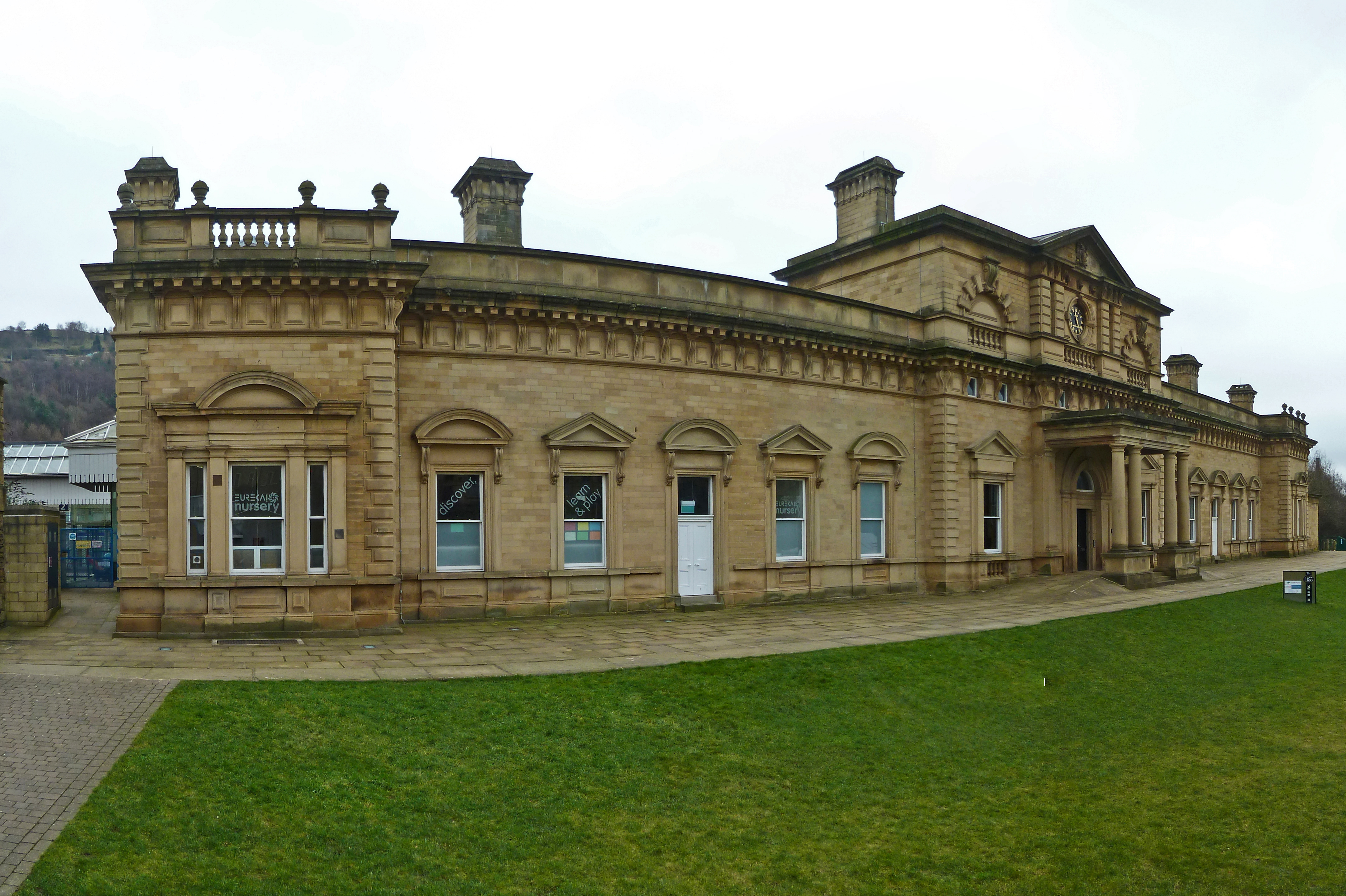
Vroegere stationsgebouw uit 1855
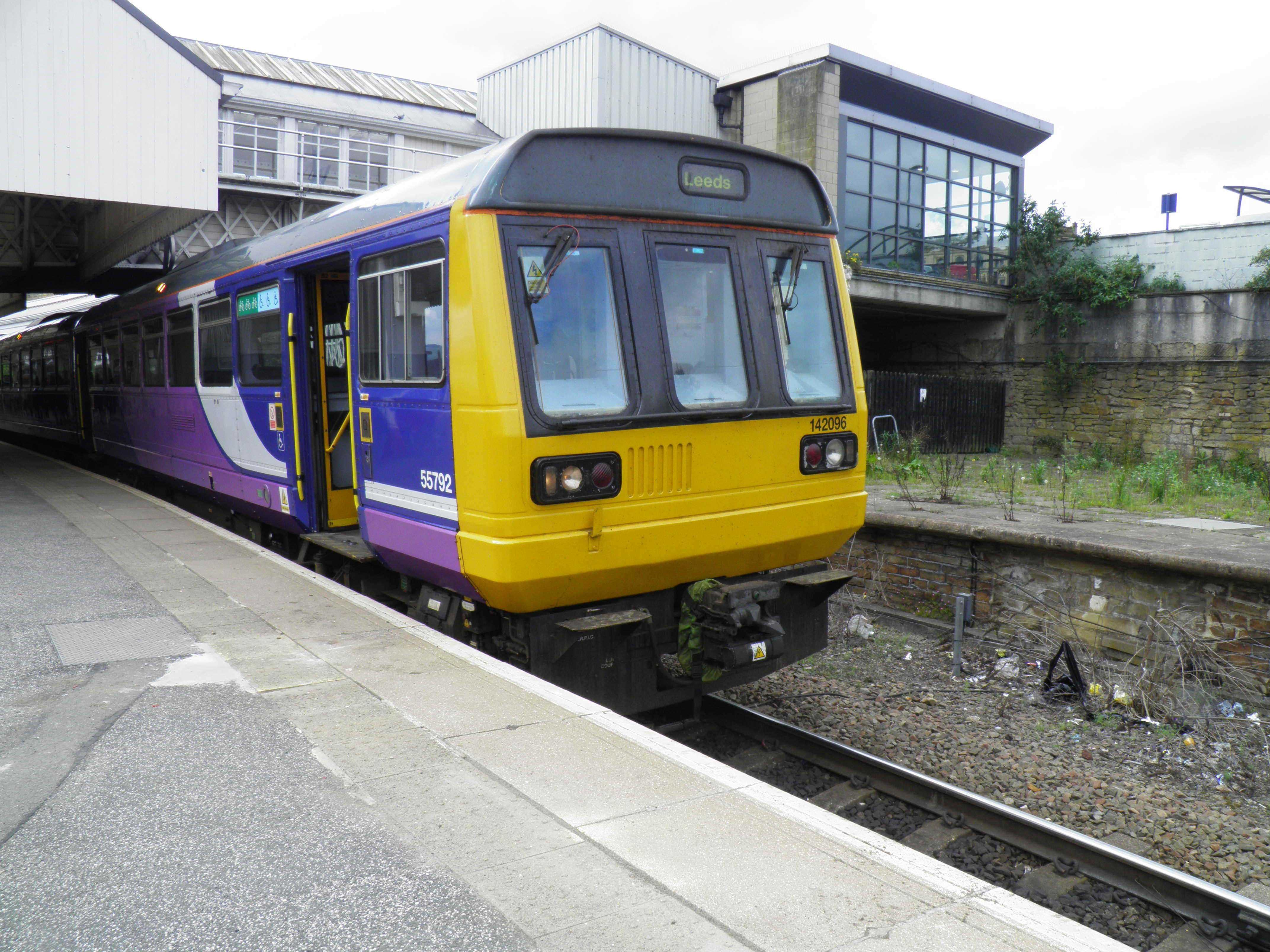
Railbus class 142 "Pacer"